# Helvios
Los helvios (en latín, Helvii) fueron un pueblo celta de la Galia Narbonense, vecinos de los arvernos. El Cevena marcaba el límite entre los helvios y los arvernos, y los primeros vivían al este de las montañas Cevenas y su territorio correspondía a la región histórica francesa del Vivarais. Estrictamente eran vecinos de los gábalos y velavios, pueblos dependientes de los arvernos.
Estrabón dice que su territorio comenzaba por el este, en la ribera del Ródano y hacia el oeste. Plinio el Viejo dijo que su capital era Alba Helvorum o Helviorum. Ptolomeo menciona a los elicocos (Elycoci) con capital en Alba Augusta y se supone que se trata del mismo pueblo, pero los sitúa al este del Ródano. Plinio menciona una parra descubierta pocos años antes en la región que florecía y perdía la flor en un mismo día y por lo tanto era la más segura de plantar, a la cual se llamó Narbónica, y en sus tiempos ya se plantaba por toda la Provincia.